# Ixora miliensis
Ixora miliensis är en måreväxtart som beskrevs av Cornelis Eliza Bertus Bremekamp. Ixora miliensis ingår i släktet Ixora och familjen måreväxter. Inga underarter finns listade i Catalogue of Life.